# 柯尼斯堡大学
柯尼斯堡大學，全称柯尼斯堡阿尔贝图斯大学（德语：Albertus-Universität Königsberg），是一所位于东普鲁士柯尼斯堡的大学。柯尼斯堡大学于公元1544年由普鲁士的阿尔布雷希特公爵创立。该校是继维滕贝格大学（Universität Wittenberg）与马尔堡大学之後第三所新教大學，更是馬爾堡大學之後第二所新建的新教大學。在西蒙-达赫（Simon Dach）于1656年起担任校长后，校名以“阿尔贝蒂娜（Albertina，阿尔贝图斯（Albertus）的拉丁语变格形式）”开始为人所熟知。1701-1918年之间其官方名称是普鲁士柯尼斯堡皇家阿尔贝图斯大学（Königliche Albertus-Universität zu Königsberg i. Pr），1930年普鲁士地方分管学术、艺术与国民教育的主管部门将“阿尔贝蒂娜（Albertina）”字眼去除。

## 歷史
1944年8月26日後連續三天，柯尼斯堡遭二戰盟軍大規模轟炸。1945年1月到4月，柯尼斯堡在蘇聯紅軍東普魯士攻勢時再被進一步摧毀，至4月9日蘇聯佔領後，柯尼斯堡內城已被襲擊摧毀，柯尼斯堡大学80%的大學校園已成廢墟，根据《波茨坦公告》决议，德国将东普鲁士地区割让给波兰和苏联，柯尼斯堡成为苏联领土加里宁格勒。柯尼斯堡大学也被苏方接收，师生被驱逐至德国本土，多數由哥廷根大學接收。
1948年，蘇聯利用柯尼斯堡大学校園與剩餘校舍成立「加里寧格勒國立師範學院」，1967年改制為加里寧格勒國立大學。2005年，根据俄罗斯联邦政府法令更名为伊曼努尔·康德·波罗的海大学。2010年，升格为伊曼努尔·康德·波罗的海联邦大学。

## 知名校友及教职人员
- 弗里德里希·阿格兰德
- 克里斯蒂安·哥德巴赫
- 大卫·希尔伯特
- 西奥多·卡鲁扎
- 伊曼努尔·康德
- 古斯塔夫·基尔霍夫
- 弗里茨·阿尔贝特·李普曼
- 赫尔曼·闵可夫斯基
- 伊丽莎白·诺艾尔-诺依曼
- 阿诺·索末菲